# HSV VXR
Der HSV VXR ist ein Hochleistungs-Kombicoupé, das von Opel in Belgien hergestellt und mit HSV-Emblemen versehen wird. Der VXR basierte auf dem Holden AH Astra, hatte aber mehr Leistung und andere Verbesserungen, darunter acht Airbags. Er wird von einem 2,0i-16V-ECOTEC-4-Motor mit Turbolader angetrieben, der 177 kW (240 bhp) bei 5600 min−1 abgibt. Gegenüber dem Astra ist das Fahrwerk des VXR verändert und hat vorne MacPherson-Federbeine und hinten einen Stabilisator, sowie eine IDS-Fahrwerksregelung, Elektronisches Stabilitätsprogramm, Antiblockiersystem und Traktionskontrolle.
Der Wagen wurde serienmäßig mit 19″-10-Speichen-Alurädern und beheizbaren Recaro-Ledersitzen ausgeliefert.